# Goodbye My Lover
"Goodbye My Lover" là một ca khúc do Shacha Skarbek viết cho album đầu tay Back to Bedlam của ca sĩ James Blunt. Ca khúc được phối âm bởi Tom Rothrock và Jimmy Hogarth và nhận được đánh giá tích cực từ các nhà phê bình âm nhạc. Bài hát nằm trong đĩa đơn thứ tư phát hành vào tháng 11 năm 2005 và đạt đến top 10 ở Anh, nơi nó là đĩa đơn thứ hai của Blunt lọt vào top 10. Ngoài ra, ca khúc này còn vươn đến top 10 ở Thụy Điển, Úc và Pháp. Ở Hoa Kỳ, "Goodbye My Lover" đạt được thành công hạn chế ở bảng xếp hạng Billboard mặc dù chưa được phát hành chính thức ở nước này. Ca khúc về sau được chính thức phát hành ở Hoa Kỳ vào ngày 7 tháng 11 năm 2006.

## Phát hành
Đĩa đơn được phát hành qua 2 CD và 1 đĩa than. CD thứ 1 bao gồm một thu âm không nằm trong album là bài "Close Your Eyes", ca khúc viết trong những ngày Blunt còn trong quân đội. CD thứ 2 bao gồm một bản thu âm khác nữa là ca khúc "Where Is My Mind" được diễn trực tiếp tại Manchester, cộng thêm phim ca nhạc của bài "Goodbye My Lover" và đoạn phim ngắn "Making-Of" mô tả hậu trường. Dĩa than 7 inch bao gồm một bản thu âm trực tiếp của bài hát "Where Is My Mind".

## MV
Phim ca nhạc của "Goodbye My Lover" do đạo diễn Sam Brown thực hiện và được quay vào 28 tháng 10 năm 2005 ở Los Angeles. Trong phim này, James Blunt ngồi trong một căn phòng tối một mình, nhớ về một quan hệ xưa. Trong một phân cảnh khác có vẻ là ở cùng một căn phòng, nhưng trong ánh sáng ban ngày, một người phụ nữ trẻ (người yêu trước của Blunt) thể hiện một tiếp xúc thân mật với một người đàn ông khác. Đoạn phim này được quay tại nhà cũ của Randolph Scott. Người phụ nữ trẻ trong đoạn phim được đóng bởi diễn viên Mischa Barton và người đàn ông được đóng bởi Matt Dallas (Kyle XY).

## Danh sách bài hát
CD1
1. "Goodbye My Lover" - 4:18
2. "Close Your Eyes" - 3:06

CD2
1. "Goodbye My Lover" - 4:18
2. "Where Is My Mind" (Live In Manchester) - 4:55
3. "Goodbye My Lover" (The Making Of The Video) - 3:00
4. "Goodbye My Lover" (Video) - 4:19

Dĩa 7" Vinyl
1. "Goodbye My Lover" - 4:18
2. "Where Is My Mind" (Live In Manchester) - 4:55

## Vị trí tại các bảng xếp hạng
Vào tháng 12 năm 2005, "Goodbye My Lover" được phát hành ở Anh. Ca khúc trở thành ca khúc thứ hai của Blunt lọt vào to 10 khi nó vươn lên vị trí thứ 9 ở UK Singles Chart rồi sau đó ở trong top 75 suốt 14 tuần. Ở cả nước khác, bài hát cũng là một thành công. Bài hát lọt vào hạng nhất ở Thụy Điển và trở thành bài hát thứ hai của James Blunt lọt vào vị trí thứ nhất của bản xết hạng âm nhạc nước này. "Goodbye My Lover" được phát hành ở Úc và tháng 12 năm 2005 và ngay lập tức lọt vào vị trí thứ 8 và sau đó leo lên vị trí thứ 3, và ca khúc này tiếp tục trụ ở top 10 liên tục 16 tuần sau đó, một thành tích hiếm hoi trong những năm gần đây. Vì những sự đón nhận tốt đẹp của thính giả đối với ca khúc "You're Beautiful" của James Blunt, "Goodbye My Love" lọt vào Billboard Hot 100 ở Hoa Kỳ ở vị trí thứ 100 mặc dù nó vẫn chưa được phát hành tại nước này. Sự xuất hiện của ca khúc hoàn toàn do việc bán trực tuyến sau khi một tập của Saturday Night Live, bao gồm 1 cảnnh Blunt hát bài hát này, được tái phát sóng. Sau này ca khúc lại 1 lần nữa lọt vào Billboard Hot 100 cũng dựa vào việc tải trực tuyến sau một buổi trình diễn của Blunt tại show diễn The Oprah Winfrey Show.
| Bảng xếp hạng (2005)             | Vị trí cao nhất |
| -------------------------------- | --------------- |
| French Top 100 Singles           | 6               |
| U.S. Billboard Pop 100           | 53              |
| Bảng xếp hạng (2006)             | Vị trí cao nhất |
| Australian ARIA Top 50 Singles   | 3               |
| Austrian Singles Chart           | 36              |
| Belgian (Flanders) Singles Chart | 2               |
| Belgian (Wallonia) Singles Chart | 2               |
| Canadian BDS Airplay Chart       | 85              |
| Czech IFPI Chart                 | 4               |
| Danish Singles Chart             | 9               |
| Dutch Singles Chart              | 4               |
| German Singles Chart             | 28              |
| Irish Singles Chart              | 13              |
| New Zealand Singles Chart        | 19              |
| Norwegian Singles Chart          | 6               |
| Swedish Singles Chart            | 1               |
| Swiss Singles Chart              | 19              |
| UK Top 75 Singles                | 9               |
| U.S. Billboard Hot 100           | 66              |
| U.S. Billboard Top 40 Adult      | 17              |

| Quốc gia                                                                                              | Chứng nhận | Số đơn vị/doanh số chứng nhận |
| --- | ---------- | ----------------------------- |
| Anh Quốc (BPI)                                                                                        | Bạc        | 200.000^                      |
| Hoa Kỳ (RIAA)                                                                                         | Vàng       | 500.000^                      |
| Úc (ARIA)                                                                                             | Bạch kim   | 70.000^                       |
| Thụy Sĩ (IFPI)                                                                                        | Vàng       | 20.000^                       |
| Ý (FIMI)                                                                                              | Vàng       | 0‡                            |
| ^ Chứng nhận dựa theo doanh số nhập hàng. ‡ Chứng nhận dựa theo doanh số tiêu thụ và phát trực tuyến. |            |                               |

## Lịch sử phát hành
| Quốc gia | Thời gian         |
| -------- | ----------------- |
| Thế giới | Tháng 11 năm 2005 |
| Canada   | Tháng 11 năm 2006 |
| Hoa Kỳ   | Tháng 11 năm 2006 |

## Thông tin thêm
- Engelbert Humperdinck thu âm một bản của ca khúc này trong album năm 2007 là The Winding Road.[8]
- Michael Scott trong bộ phim của đài NBC là The Office liên tục chơi 1 đoạn trích miễn phí của ca khúc này sau khi chia tay với bạn gái trong tập phim "A Benihana Christmas" ở phần 3, vì anh này chống lại việc đơn giản là mua toàn bộ ca khúc.
- The Bereavement Register, ca khúc xếp hạng một trong số những ca khúc được yêu cầu nhiều nhất trong đám tang.[9]
- Ca khúc được chơi trong tập 2 phần 2 bộ phim Gavin & Stacey với Bryn hát cùng đài Radio khi anh ta và Gwen đang lái xe về nhà.